# Lavrenti Son
Lavrenti Son (russe : Лаврентий Дядюнович Сон), né le 2 février 1941 dans le district de Karatal, est un dramaturge, nouvelliste et producteur de cinéma kazakh d'origine koryo-saram.

## Biographie
Lavrenti Son fait ses études à la faculté des scénaristes à l'Institut national de la cinématographie.
En 1989, il fonde la société de production ТЫ и Я [Toi et Moi] qui réalise les documentaires relatifs aux minorités dans les territoires de l'Union soviétique. En 1991, le studio est renommé en Song Cinema et continue son activité. Il remporte notamment le premier prix du IVe Festival international du film documentaire Caméras des Champs de Ville-sur-Yron avec le court-métrage The Principal (1999, 38 min).
Sa pièce Mémoire (기억), qui traite de la déportation des Koryo-sarams en Asie centrale, est l'une des rares pièces à avoir été écrite en Koryo-mar (en).
Il a été joué au Théâtre coréen de la comédie musicale d'Almaty.

## Filmographie

### Réalisateur
- 1979 : Additional Questions[4]
- 1984 : Primite Adama ! (Accept Adam!)

### Acteur
- 1977 : Transsibérien, (Transsibirskiy ekspress) d'Eldor Urazbaev